# Villargoix
Villargoix é uma comuna francesa na região administrativa da Borgonha-Franco-Condado, no departamento de Côte-d'Or. Estende-se por uma área de 17,7 km². Em 2010 a comuna tinha 146 habitantes (densidade: 8,2 hab./km²).